# 赤川浦岳
赤川浦岳（あかごうらだけ）とは、宮崎県西臼杵郡高千穂町にある標高1231.9mの山である。祖母山の南西に聳える。
登山道は山の北西麓の宮崎県道8号竹田五ヶ瀬線から林道を経由して登ることができる。山頂からはあまり展望は開けないが、登山道上に祖母山などの展望が開ける岩場がある。